# Скотт, Мейбл Жюльенна
Мейбл Жюльенна Скотт (англ. Mabel Julienne Scott; 2 ноября 1892 — 1 октября 1976) — американская актриса эпохи немого кино.

## Биография
Скотт родилась в Миннеаполисе, Миннесота в семье Джозефа и Марти Скотт, имеющих французское и норвежское происхождение. После окончания школы она некоторое время работала в акционерной компании в Омахе, Небраска.
Скотт дебютировала на Бродвее в спектакле «Барьер» по пьесе Рекса Бича. В 1926 она сыграла роль матери в спектакле «Колыбельная», который ставился в театре Pasadena Playhouse.
В кино Скотт дебютировала в 1915 году в фильме A Continental Girl. В 1920 году она сыграла главную женскую роль индейской девы Лали в фильме студии Famous Players «Вот моя жена».
Также Скотт работала в паре с Роско Арбаклом в фильме Paramount Pictures «Сводка новостей».
Скотт вышла замуж за нью-йоркского врача. Она умерла в Лос-Анджелесе в 1976 году.

## Избранная фильмография
| Год  |   | Русское название         | Оригинальное название | Роль           |
| ---- | - | ------------------------ | --------------------- | -------------- |
| 1920 | ф | Морской волк             | The Sea Wolf          | Мод Брустер    |
| 1920 | ф | Сводка новостей          | The Round-Up          | Эко Аллен      |
| 1920 | ф | Вот моя жена             | Behold My Wife        | Лали           |
| 1921 | ф | Ни одна женщина не знает | No Woman Knows        | Фанни Брандейс |
| 1927 | ф | Специальная доставка     | Special Delivery      | миссис Джонс   |
| 1927 | ф | Мать                     | Mother                | миссис Уэйн    |
| 1928 | ф | Цветы на стене           | Wallflowers           | Шерри          |